# Frank Hamilton Cushing
Frank Hamilton Cushing (North East Township, Comtat d'Erie, Pennsylvania, 22 de juliol de 1857 - Washington DC, 10 d'abril de 1900) va ser un antropòleg i etnòleg americà. Va ser un pioner als estudis sobre els zuñi, una població ameríndia de Nou Mèxic, ja que la seva recerca va establir l'observació participativa com a estratègia de recerca antropològica usual.
Cushing va nàixer a Pennsylvania el 1857, amb tot la seva família va mudar per a instal·lar-se a l'àrea occidental de l'estat de Nova York on passà una bona part de la seva joventut. Durant la seva infantesa, va tenir un gran interès pels artefactes amerindis que trobava pel camp del voltant. Així publicà el seu primer article científic quan només tenia 17 anys.
John Wesley Powell, de l'Oficina d'etnologia li demanà que participés en l'expedició antropològica de James Stevenson cap a Nou Mèxic. El viatge es feu en tren fins a Las Vegas, població de l'estat de Nou Mèxic que era la darrera estació del ferrocarril, abans de fer via cap al Pueblo Zuni i més endavant Cushing, mirà d'integrar-se als zuni. Aleshores començà a viure amb la tribu, una convivència que durà des del 1879 fins a 1884. Així, esdevingué el primer observador participatiu a la història de l'antropologia encara que ben sovint s'atribueixi aquesta paternitat a Bronisław Malinowski.
Després de dificultats d'acceptació a l'inici, que arribaren fins i tot al punt en què alguns zunis es van plantejar de matar-lo perquè no conegués els seus secrets, al capdavall va ser acceptat per la comunitat i participà íntegrament a totes les activitats de la tribu. El 1881 va rebre la seva iniciació per a integrar la casta dels guerrers zunis i rebé aleshores un nom de bateig zuni, Tenatsali, que significa "flor medicinal".